# Saison 4 d'Alice Nevers : Le juge est une femme
Chronologie
Saison 3 Saison 5
Cet article présente les épisodes de la quatrième saison de la série télévisée Alice Nevers : Le juge est une femme.

## Distribution
- Marine Delterme : Alice Nevers, juge d'instruction
- Arnaud Binard : Lieutenant Sylvain Romance
- Jean Dell : Édouard Lemonnier, greffier
- Alexandre Brasseur : Lieutenant Guérand
- Daniel-Jean Colloredo : Le médecin légiste
- Catherine Alcover : La présidente du tribunal

## Liste des épisodes

### Épisode 1:La Petite Marchande de fleurs
- France : 14 novembre 2005 sur TF1

- France : 7,32 millions de téléspectateurs (28.1 % de part de marché)[réf. nécessaire] (première diffusion)

- Marisa Berenson : Julie de Berg
- Marie Guillard : Marie Herriot
- Samuel Labarthe : Stéphane Villemonde
- Xavier Deluc : Jean-Louis Sampers
- Albert Mathieu : Francis Paoli
- Amandine Chauveau : Stéphanie Morin
- Christian Morin : Alexis Chabrier
- Patrick Chauvel : Doustal
- Alexia Barlier : Armelle Richard
- Alain Floret : Verrecia
- Franck Adrien : Maître Miller
- Anne-Lorraine Bousch : Elisabeth
- Sylvia Bergé : Sandra Paoli
- Jean-Pierre Prevotat : Monsieur Attali
- Michael Berreby : Flic Villemonde

### Épisode 2:La Loi du marché
- France : 20 mars 2006 sur TF1

- France : 7,98 millions de téléspectateurs (32 %)[réf. nécessaire] (première diffusion)

- Michel Aumont : Émile Tarpon
- Maud Forget : Pauline Tarpon
- Manuel Blanc : Denis Tarpon
- Éric Naggar : Demorge
- Pascal Demolon : Larrivaz
- Manuel Olinger : Louis Véry
- Vladys Muller : Béatrice Arragon
- Stefan Elbaum : Éric Viguier
- Olivier Soler : Julien Charvet
- Gautier About : Médecin hôpital
- Jérôme Paquatte : Manutentionnaire
- Pascal Germain : Client
- Éric Aubrahn : Tenancier
- Gérard Baume : Leterrier
- Mathieu Bonnet : Apprenti
- Myriam Moszko : Concierge Charvet
- Adrienne Bonnet : Voisine Pauline
- Zoon Besse : Employé Marcel Very
- Philippe Auguste Bruneau : Marcel Véry
- Rémi Pouss : Docteur
- Frédéric d'Elia : Copain préfecture
- François Clavier : Neurologue
- Joël Ravon : Chauffeur PL

### Épisode 3:Feu le soldat du feu
- France : 18 avril 2006 sur TF1

- Aladin Reibel : Commandant Roissy
- Julie-Marie Parmentier : Delphine Duthu
- Thierry Neuvic : Éric Armandin
- Anne-Sophie Morillon : Gaëlle Perros
- Justine Bruneau : Cécile Richez
- Arthur Jugnot : Guillaume Carayou
- Lucien Jean-Baptiste : Lieutenant Pichavant
- Ingrid Mareski : Nathalie Perros
- Karim Adda : Tony Serrano
- Julien Cafaro : Raoul Mullot
- Gérard Sergue : Médecin-chef Moreau
- Stanislas Kemper : Infirmier Samu
- Eric Milcent : Jeune homme cagoule
- Jonathan Alberts : Standardiste 1
- Alain Debruyne : Voisin
- Reina Ceret : Voisine